# Константин Јовановић
Константин Јовановић (Беч, 13. јануар 1849 — Цирих, 25. новембар 1923) био је српски архитекта. Јовановић је радио с краја 19. и почетка 20. века.

## Биографија
Рођен је 13. јануара 1849. у Бечу као најстарији син српског фотографа и литографа Анастаса Јовановића. Константин Јовановић је завршио класичну гимназију у Бечу и дипломирао на циришкој политехници у Швајцарској, 1870. са почастима. После дипломирања, он је посетио Италију, где је студирао италијанску ренесансну уметност из прве руке.
Према његовим нацртима је урађена мермерна основа са бронзаним украсима за споменик кнезу Михаилу Обреновићу на Тргу Републике. Наиме, аутор споменика Енрико Паци, је био добар пријатељ Анастаса Јовановића, који је посредовао да Пацијев пројекат буде усвојен и изведен. Паци је из Фиренце са Константином Јовановићем стигао у Београд у јесен 1874. године.
У Бечу је 1880. године отворио приватни архитектонски атеље. Три године након тога се оженио Аном Маргаретом Глас. Живели су у Бечу и нису имали децу.
Прве поруџбине је добио је у осмој деценији 19. века из Бугарске и Румуније. У Бугарску га је позвао Константин Јиречек, у то време генерални секретар Министарства просвете. У Софији је прво пројектовао Прву мушку гимназију, а затим Народну скупштину. Убрзо након тога је добио понуду од Лауре Мочоњи, ћерке Петра Чарнојевића, да као њену задужбину изгради цркву посвећену Успењу пресвете Богородице и српску народну вероисповедну школу у месту Фењ, које се налазило у тадашњој Аустроугарској, сада у Румунији.
Његова градитељска делатност у Београду почела је средином осамдесетих година 19. века, а окончана је током двадесетих година 20. века. Свој траг Јовановић је оставио остварењима у духу академске архитектуре под утицајем једног од највећих немачких архитеката и теоретичара архитектуре средине 19. века, Готфрида Земпера.
Године 1885, Константин Јовановић је извео своје прве грађевине у Београду — кућу адвоката Марка Стојановића у Кнез Михаиловој 53-55, и кућу Драгомира Радуловића у улици Вука Караџића бр. 12.
Најзначајнији пројекат Јовановићев је зграда Народне банке Србије, у улици Краља Петра бр. 12, грађена у две етапе. Ова зграда била је и остала најрепрезентативнији објекат неоренесансне архитектуре у Србији, пројектована по узору на италијанске палате ренесансе.
Међу осталим значајним Јовановићевим објектима у Београду су зграда Николе Спасића у Кнез Михаиловој улици 33, кућа Марка Стојановића у Париској 15 и тако даље. Такође, Јовановић је извео пројекте за Храм Светог Саве на Врачару, Дом Народне скупштине Републике Србије, Народно собрање у Софији и зграду ондашње Српске краљевске академије, који никада нису реализовани. 
Градио је и у Бечу, али се о томе недовољно зна.
Након смрти своје жене 1908. године, почео је да живи са сестром Катарином и да све чешће борави у Београду. Када је почео Први светски рат заједно су отишли су у Швајцарску, у Санкт Гален, код Јована, Константиновог брата по оцу, а затим у Цирих, где су заувек остали.

Написао је „Разне успомене“ које су штампане тек 2012. године. 195677196 Аутор је многих студија и стручних текстова, који се сматрају веома важним за струку и историју.